# مایک ریدل
مایک ریدل (انگلیسی: Mike Riddle؛ زادهٔ ۱۷ ژوئن ۱۹۸۶) ورزشکار اسکی نمایشی اهل کانادا است.
وی در مسابقات کشوری و بین‌المللی در مجموع برندهٔ ۱ مدال طلا، ۲ مدال نقره شده‌است.